# Henricus Egbertus Vinke

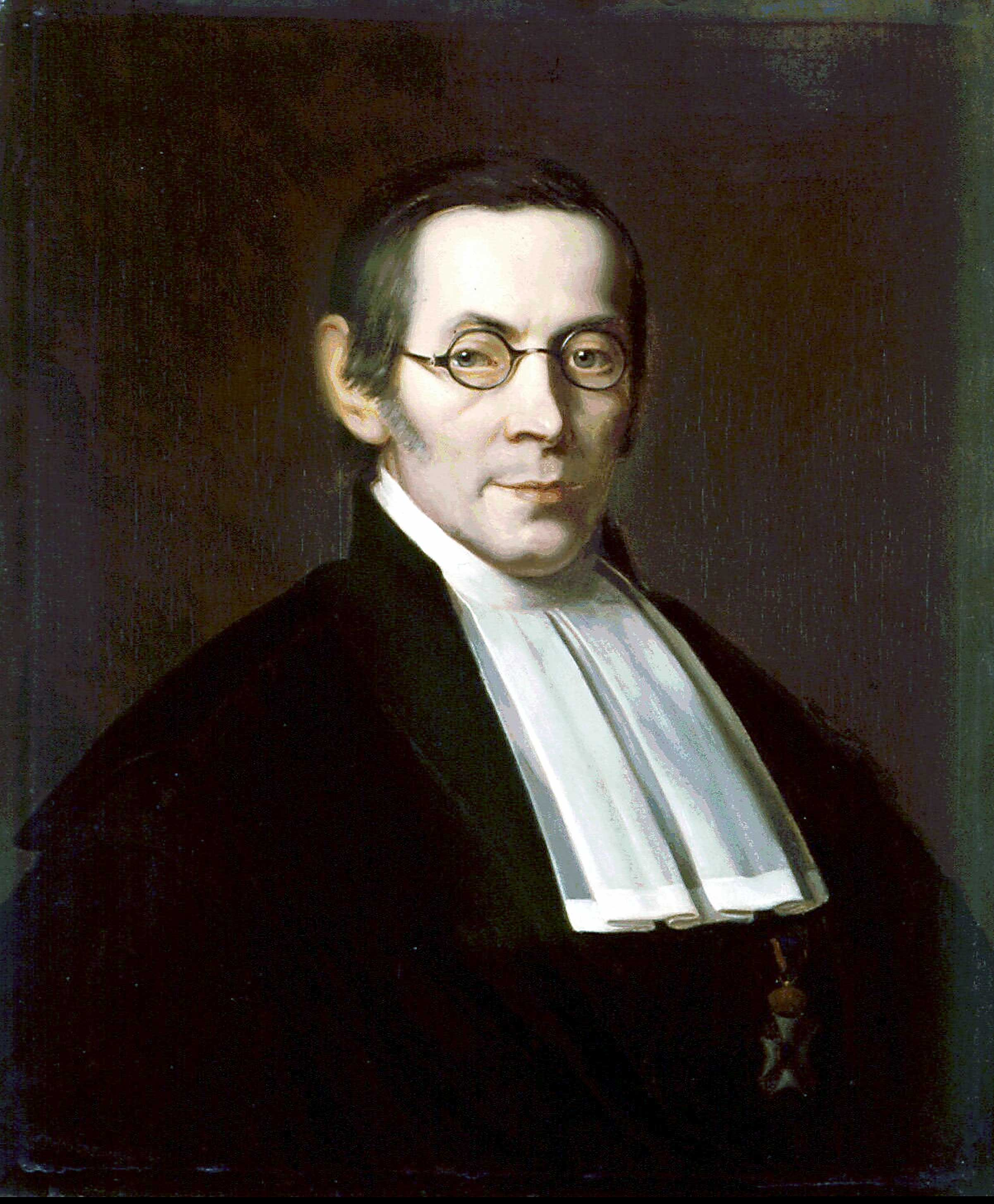
Henricus Egbertus Vinke

Henricus Egbertus Vinke (* 24. Juni 1794 in Amsterdam; † 27. August 1862 in Utrecht) war ein niederländischer reformierter Theologe.

## Leben
Henricus Egbertus war der Sohn des Kaufmanns und Krämers Lambertus Vinke und der Geertruida van Ittersum (* um 1755; † 21. Mai 1835 in Utrecht). Er besuchte die Lateinschule und 1811 das dortige Athenaeum Illustre. 1814 bezog er die Universität Utrecht, wo er sich unter der Leitung von Hermann Royaards, Jodocus Heringa Eliza’s zoon und Gabriel van Oordt dem Studium der theologischen Wissenschaften widmete. Am 1. August 1817 wurde er vom Landeskirchenrat von Nord-Holland auf sein Probeexamen hin geprüft und wurde am 9. November 1817 Pfarrer in Lage Vuursche. Hier bereitete er sich auf seine Promotion vor und am 19. Juni 1818 avancierte er unter Heringa mit der Arbeit Specimen hermeneutico-theologicum, quo vaticinationes Jesu Christi, de perpessionibus suis, morte et in vitam reditu, illustrantur et vindicantur zum Doktor der Theologie. Am 3. April 1820 wechselte er als Pfarrer nach Jutphaas, am 7. Oktober 1821 nach Alkmaar und am 10. Mai 1829 als Pfarrer nach Utrecht.
Am 23. August 1836 berief man ihn zum Professor der Theologie an der Utrechter Universität, welche Aufgabe er am 8. Dezember 1836 mit der Einführungsrede De germano philosopho, optimo theologo übernahm. Hier beteiligte er sich auch an den organisatorischen Aufgaben der Hochschule und war 1839/40 sowie 1854/55 Rektor der Alma Mater. Bei der Niederlegung der Retorrate hielt er 1840 die Rede de religionis christianae in conformandis hominum animis iisque consolandis vi atque efficacitate und 1855 de vera fidei christianae notione,nostris praesertim temporibus memoria tenenda et in omnium animis imprimenda. Er war ein niederländischer Vertreter der Dogmatik des biblischen Supernaturalismus, in der Mitte des 19. Jahrhunderts. Vinke war 1851 Mitglied der Gesellschaft für niederländische Literatur in Leiden, 1831 Mitglied der provinziellen Utrechtschen Gesellschaft der Wissenschaften und Künste und Ritter des Ordens vom niederländischen Löwen.

## Familie
Vinke verheiratete sich am 9. November 1817 in Lage Vuursche mit Petronella Sondorp (* 24. November 1790 in Zwolle; † 1. Mai 1859 in Utrecht), die Tochter des Hermanus Sondorp und der Johanna van Ittersum. Drei Söhne und drei Töchter sollen ihn überlebt haben. Von den Kindern kennt man:
- Johanna Vinke (* 3. September 1819 in Lage Vuursche; † 6. Oktober 1819 ebenda)
- Lambertus Vinke (* 11. September 1818 in Lage Vuursche; † 23. März 1821 in Jutphaas)
- Gerardus Johannes Vinke (* 6. September 1820 in Jutphaas; † 16. Februar 1881 in Amsterdam) Pfarrer in Sneek und Amsterdam verh. 16. April 1864 Alkmar Anna Elisabeth Abbring (* um 1818), Tochter des Burchardus Abbring  und der Alida Bolten
- Hermanus (Henricus) Lambertus Vinke (* um 1822 in Alkmaar; † 30. November 1895 in Rotterdam) verh. I. Alida Roozeboom,  II. 9. Juni 1853 Kollumerland Geeske Klugkist Hesse (* um 1832 in Kollum † 13. März 1858  Rotterdam) III. 30. Juli 1862 in Rotterdam Catharina Ignatia van der Looij, Pfarrer in Nordeloos (1846–49), Delfshaven (1849–50), Leeuwarden (1850–56), Rotterdam (1856–91)
- Johanna Petronella Vinke (* 1828 in Alkmaar; † 28. Dezember 1878 in Haarlem)
- Henricus Egbertus Vinke (* 25. Februar 1831 in Utrecht; † 26. August 1904 in Arnhem) wurde Kunstmaler,
- Johanna Hendrika Vinke (* 25. März 1833 in Utrecht; )

## Werke
- Twee Leerredenen. Alkmaar 1826
- Rede bij gelegenh. v.d. plecht. gedachtenisvier. v.h. 25-jarig bestaan der Nederl. Bijbelgenootschap enr. Utrecht 1839
- Bidden tot God en waken tegen den vijand: eene leerrede over Nehemia IV: 9. Utrecht 1830 (Online)
- Leerrede over Joh. 21b. Utrecht 1840
- Oratio de religionis christianae in conformandis hominum animis ilsque consolandis vi atque efficacitate. Utrecht 1841 (Online)
- Leerredenen. Utrecht 1842 (Online)
- Antwoord aan de redactie van het tijdschrift, Waarheid in liefde, op de Beoordeeling van zijne uitgegevene Leerredenen, in gezegd Tijdschrift voorkommende. Utrecht 1843 (Online)
- Jodoci Heringa El. fil. Disputatio de codice Boreeliano. Utrecht 1843
- Jodoci Heringa El. fil. Dum vivebat, Theol. Doct. Et in Acad. Rheno-Traiect. Prof. Ord. Opera exegetica et hermeneutica. Utrecht 1845, (Online)
- Libri symbolici Ecclesiae Reformatae Nederlandicae. Utrecht 1846 (Online)
- Het Nieuwe Testament met ophelderende en toepasselijke aanmerkingen. Utrecht 1847
- Leerrede over Gods handelwijze met volken, die Hem niet eeren, naar Rom. I: 28. Utrecht 1848 (Online)
- Opmerk. Rede over de Zondagsrust, de zaak der Christ. Gemeente. Rotterdam 1851
- Schetsen van leerredenen over den Heidelbergschen Katechismus. Utrecht 1853 (Online)
- Theologiae christianae dogmaticae ecclesiae reformatae nederlandicae compendium. Utrecht 1853/54, 2. Bde.
- Oratio de vera fidei Christianae notione, nostris praesertim temporibus, memoria tenenda et in omnium animis imprimenda. Utrecht 1855 (Online)
- Leerrede over Ps. XCIII. Utrecht 1861
- Geloof op gezag?: leerrede naar Matth. V : 22a. Utrecht 1861 (Online)